# NGC 5615
NGC 5615 је спирална галаксија у сазвежђу Волар која се налази на NGC листи објеката дубоког неба.
Деклинација објекта је + 34° 51' 55" а ректасцензија 14h 24m 6,4s. Привидна величина (магнитуда) објекта NGC 5615 износи 14,7 а фотографска магнитуда 15,5. NGC 5615 је још познат и под ознакама MCG 6-32-23, VV 77, ARP 178, PGC 51435.